# Michael March
Michael March (4. května 1946 New York – 23. února 2025) byl americký spisovatel, básník a publicista, který žil od roku 1996 v Praze. Byl zakladatelem a prezidentem mezinárodního Festivalu spisovatelů Praha (Prague Writers' Festival), který vznikl v roce 1991, a členem mezinárodní společnosti Consciousness.
Jeho básně byly přeloženy do češtiny, arabštiny, řečtiny, němčiny, rumunštiny, bulharštiny, srbštiny, portugalštiny, španělštiny a francouzštiny.

## Život
Narodil se 4. května 1946 v New Yorku. Vyrůstal na Park Avenue a dětství prožil na Central Park West na Manhattanu. 
Navštěvoval Kolumbijskou univerzitu, kde v roce 1968 získal bakalářský titul v oboru historie a rok později magisterský titul v oboru žurnalistika na Columbia College v NY. Podílel se v roce 1968 na protestech studentů, byly součástí celonárodního hnutí proti zapojení USA do války ve Vietnamu. 
Po studiích působil v alternativním Fusion Magazine. Poté, co se v sedmdesátých letech přestěhoval do Londýna, založil koncem 70. let 20. století v Keatsově domě sérii básnických čtení a ta se později přesunula do Covent Garden Readings a do Arts Theatre a Donmar Warehouse Theatre. V roce 1989 March představil Child of Europe Readings v londýnském National Theatre.
V souvislosti s podepsáním Helsinských dohod v roce 1975 a následnou bouřlivou diskuzí v zahraničním tisku o nedodržování lidských práv a základních svobod v Sovětském svazu a v satelitních zemí, začal Michael March zvát do Londýna spisovatele a básníky ze střední Evropy. Veřejná diskuzní setkání budovala most mezi západní a východní literaturou a pomáhala těm, kteří byli vystaveni pronásledování za svobodu myšlení.Michael March osobně zajišťoval víza, finance na honoráře, letenky i ubytování pro pozvané literáty z východního bloku.

Založil East European Forum, jež slavnostně otevřel tehdejší prezident Václav Havel. 
| „               | Bez poezie by vládl chaos. Psi štěkají na cizince – ale to jsou cesty, které milujeme | “ |
| — Michael March |                                                                                       |   |

## Výstavy
- Výstava DADA – historicky první výstava dadaistického hnutí v České republice
- LA CONNECTION FRANCAISE – ve spolupráci s Českou ambasádou, Paříž 2021
- Výstava fotografií autorů Evropské Unie, 2022 – u příležitosti Evropského předsednictví ČR v Radě EU

## Básnické sbírky
- Goya
- Mizení (Disappearance) – překl. Hana Žantovská, reliéfy Olbram Zoubek, nakl. KANT r. 2000
- Když tančila (When she danced) – překl. Hana Žantovská, ilustroval André Kaufman,  vydal PWF a Nakl. Vlasty Brtníkové
- Jen slib (Only a Promise) – přeložili Hana Žantovská a Jiří Josek, nakl. PWF r. 2010
- Cesta zpátky (The Way Back) – nakl. AGRA Atény r. 2010
- Half Vol – překl. Arnon Grunberg, Utrecht r. 2012
- Půlpinta (Half Pint) – překl. Zuzana Mayerová, nakl. Práh Praha, r. 2013
- Kam všechno směřuje (That to which all things aim) – nakl. AGRA, Atény r. 2013
- Spálené šaty léta (Burned Garmets of Summer) – překl. Jiří Josek, nakl. Práh r. 2016
- The Place of Retreat – překl. Katerina Anghelaki Rooke, nakl. AGRA Atény r. 2016
- A fly that flew away – překl. z angličtiny do arabštiny Mohamed Metwalli a Gretchen McCullough,  Káhira r. 2017
- Dancing on Ashes – překl. do perštiny Abolghasem Esmailpour, nakl. NASHRE ELM, Teherán r. 2019
- The False Explanation of time – překl. do řečtiny Veroniki Dalakoura, nakl. AGRA,  Atény r. 2022

## Antologie
- Child of Europe: A new Anthology of East European Poetry (Dítě Evropy), předmluva Ivan Klíma, nakl. Picador Londýn r. 1994
- Description of a Struggle: Contemporary East European Prose (Popis jednoho zápasu)

## Překlady
- Zbigniew Herbert: Barbar v zahradě (Barbarian in the Garden)
- Gojko Đogo: Ovid in Tomis